# Шимкентська ТЕЦ-1
Шимкентська ТЕЦ-1 — колишня теплова електростанція на півдні Казахстану.
Першу чергу станції ввели в дію у 1944-му для забезпечення енергетичних потреб Чимкентського масложирового комбінату. На той час вона мала два парові котли від британської компанії Stirling продуктивністю по 32 тони пару на годину та одну турбіну. За іншими даними, електростанції відповідно до урядового розпорядження мали передати два котли Шухова-Берілна типу А5, що котли первісно належали Данковському каучуковому заводу, який був евакуйований до Чимкенту з Рязанської області.
У другій половині 1950-х ввели в дію другу чергу, яка мала три котли шведського виробництва продуктивністю по 80 тонн пари на годину (стали до ладу в 1955, 1957 та 1960) і парову турбіну Брянського машинобудівного заводу типу ПТ-12-35/10 потужністю 12 МВт (введена у 1959, станційний номер 2). Також в якийсь момент змонтували турбіну потужністю 6 МВт від чеської компанії Skoda, яка була виготовлена ще в 1935 році та отримала в СРСР позначення П-6-35/5/0,3 (станційний номер 3).
В 1963—1964 стала до ладу третя черга у складі двох котлів виробництва Барнаульського котельного заводу типу БКЗ-75-39Ф продуктивністю по 75 тонн пари на годину та двох парових турбін Калузького турбінного заводу потужністю по 6 МВт — однієї типу Р-6-35/10 та однієї типу потужністю ПР-6-35/15/5 (станційні номери 4 та 5).
В 1974 та 1981 роках теплову потужність ТЕЦ підсилили за рахунок двох водогрійних котлів Білгородського котельного заводу типу ПТВМ-100 продуктивністю по 100 Гкал/год (станційні номери 1В та 2В).
Станцію спорудили з розрахунку на використання вугілля. Надалі вона була переведена на блакитне паливо (можливо відзначити, що в 1960-х через Шимкент пройшов газопровід Бухарський газоносний регіон — Ташкент — Бішкек — Алмати).
Станом на кінець 1990-х турбіна № 1 вже була виведена з експлуатації, а номінальна електрична потужність ТЕЦ становила 30 МВт.
Під час приватизації станція була викуплена компанією «Южполиметалл», яка також володіла частиною Ачісайського поліметалічного комбінату (Ачісайський металургійний завод, хвостосховище Кентауської збагачувальної фабрики). Втім, організувати сталу діяльність «Южполиметалл» так і не вдалось, ТЕЦ-1 знаходилась у критичному технічному стані, що відбивалось на забезпеченні тепловою енергією мешканців південної частини міста. В той же час, потужності більш нової Шимкентської ТЕЦ-3 залишались недовантаженими, як наслідок, в 2007-му керівництво Шимкенту ухвалило рішення про переведення всієї системи централізованого опалення на роботу з ТЕЦ-3. ТЕЦ-1 остаточно зупинилась, а у 2017-му її майно було продане за борги. Як засвідчують дані геоінформаційних систем, станом на 2023 рік споруди станції були знесені за виключенням двох труб.